# 1254 Ерфордія
1254 Ерфордія (1254 Erfordia) — астероїд головного поясу, відкритий 10 травня 1932 року.
Тіссеранів параметр щодо Юпітера — 3,200.